# Betty Holberton
Betty Holberton, née Frances Elizabeth Snyder le 7 mars 1917 à Philadelphie, aux États-Unis, et morte le 8 décembre 2001 à Rockville (Maryland), est l'une des six programmeuses de l'ENIAC, le premier ordinateur entièrement électronique construit pour être Turing-complet.

## Enfance et études
Betty Holberton (nom complet Frances Elizabeth Snyder) est née à Philadelphie en 1917. Lors de son premier jour de cours à l'université de Pennsylvanie, son professeur de maths lui demanda si elle ne serait pas mieux à la maison à élever des enfants. Elle décida alors de continuer l'étude des mathématiques, mais de choisir le journalisme comme option majeure, parce que cela lui permettait de voyager et de traiter des sujets variés et que c'était l'un des rares domaines ouverts aux femmes dans les années 1940.

## Carrière

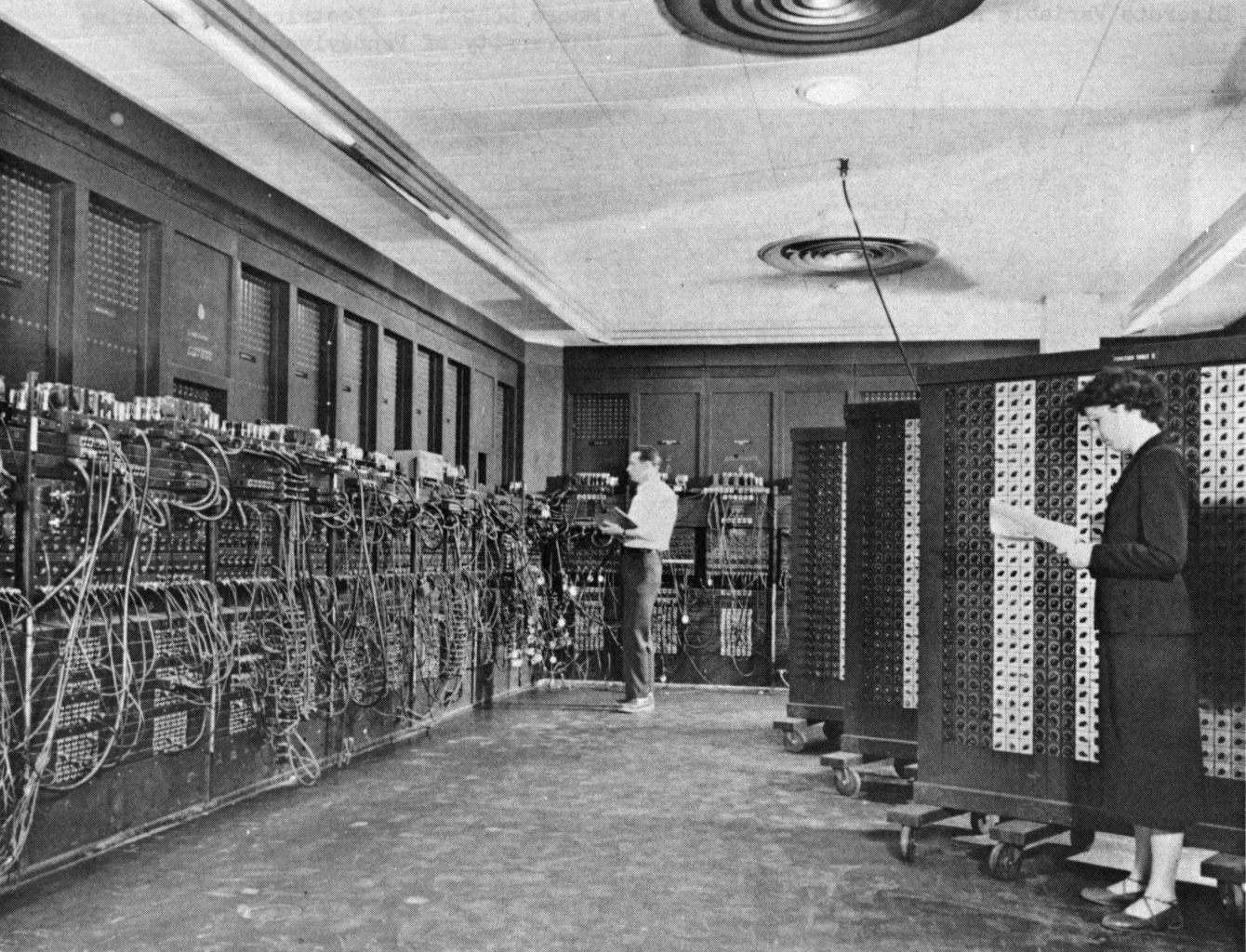
Betty Holberton (premier plan à droite) programmant l'ENIAC à Philadelphie, Pennsylvanie, BRL building 328 (1940s/1950s)

Durant la seconde guerre mondiale, pendant que les hommes combattaient, l'armée avait besoin des femmes pour calculer des trajectoires balistiques. Holberton fut embauchée par la Moore School of Electrical Engineering en tant que calculatrice, et fut vite choisie pour être l'une des six programmatrices de l'ENIAC, avec Kathleen Anonelli, Marlyn Meltzer, Ruth Teitelbaum, Jean Bartik et Frances Spence. Elle y développe le premier code de construction, la première routine de tri et la première application logicielle.  
Son travail sur l'ENIAC lui vaut sa place dans le Women in Technology International Hall of Fame, aux côtés des autres membres de son équipe.
L'ENIAC fut inauguré le 15 février 1946 à l'université de Pennsylvanie,.
Après la seconde guerre mondiale, Holberton travailla pour Remington Rand et le National Bureau of Standards and Technology. Elle fut directrice de la branche Recherche en Programmation du David Taylor Model Basin, laboratoire de mathématiques appliquées, en 1959. Elle participa à développer l'Univac, réalisant le design des panneaux de contrôle mettant le pavé numérique à côté du clavier et convainquant les ingénieurs de remplacer le boîtier noir de l'UNIVAC par une nuance gris-beige qui devint la couleur universelle des ordinateurs. Elle écrivit aussi le premier atelier de génie logiciel (SORT/MERGE), et écrivit le premier paquet d'analyse statistique, qui fut utilisé pour le recensement américain de 1950.
Betty Holberton travailla avec John Mauchly pour développer l'instruction C-10 pour BINAC, qui est considéré comme le prototype de tous les langages de programmation modernes. Elle participa également au développement des premiers standards des langages COBOL et Fortran, avec Grace Hopper. Plus tard, employée par le National Bureau of Standards, elle fut très active dans les deux premières révisions du standard Fortran (Fortran 77 et Fortran 90).

## Décès
Betty Holberton, qui souffrait d'une maladie cardiaque, est morte le 8 décembre 2001 à Rockville, dans le Maryland, elle avait 84 ans.

## Prix
En 1997, elle fut la seule des six programmatrices originelles de l'ENIAC à recevoir le prix Ada-Lovelace, la plus haute distinction décernée par l'Association for Women in Computing .
Elle reçut la même année le Computer Pioneer Award de la IEEE Computer Society pour son développement du générateur de sort-merge qui, selon l'IEE, « inspira les premières idées de compilation ».
Toujours en 1997, elle fut ajoutée au Women in Technology International Hall of Fame (en), avec les autres programmeuses originelles de l'ENIAC.